# الباب الشرقي (بغداد)

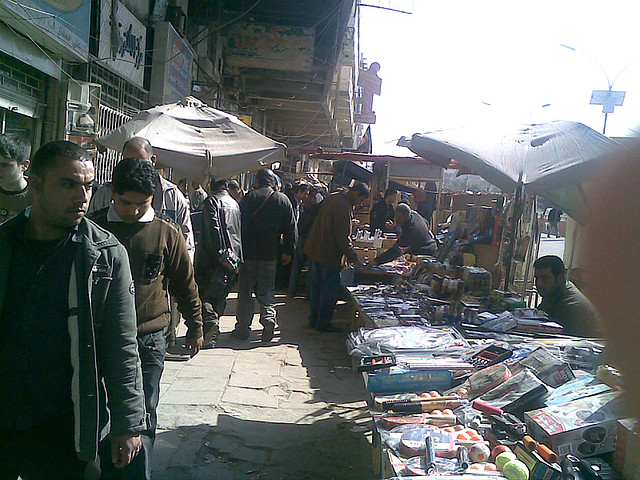
سوق على أحد أرصفة باب الشرقي

الباب الشرقي أو باب الشرجي، هي من مناطق بغداد العريقة في جانب الرصافة من بغداد.
وتعتبر منطقة باب الشرجي من أكثر المناطق اكتظاظاً بالسكان في بغداد لأنها تضم أسواقاً وأبنية أثرية ومساجد وكنائس مثل كنيسة غريغور الأرمنية وهي من أجمل كنائس بغداد. وفيها مقبرة لطائفة الأرمن الأرثوذكس، كما تضم نصب الحرية وهو من أعمال النحات العراقي المشهور جواد سليم، وتمتاز منطقة باب الشرقي بانها نقطة التقاء وتوزيع للمواصلات والحافلات القادمة من وإلى أغلب اطراف العاصمة بغداد.
كانت هذه المنطقة في عقد الأربعينيات من القرن العشرين ذات تركيبة سكانية منوعة حيث كان فيها محلة للمسيحيين بالإضافة إلى طائفة يهودية ملحوظة وعدد من المنتديات الخاصة باليهود مثل مدارس تعليم الرقص الغربي وغيرها.

## تسمية الباب الشرقي
العراقيون يستعملون اتجاهين فقط، الشرق الذي يشمل الشرق والجنوب، والغرب الذي يشمل الغرب والشمال، وموقع الباب الشرقي كان في جنوب بغداد لا شرقها، ولكن السبب في تسميته الشرقي هو ما اعتاد عليه أهل العراق في الماضي والحاضر على تسمية الجنوب شرقاً، فهم يسمّون الريح الجنوبية الحارّة «هوا شرجي أي: شرقي» كما يسمون الريح الشمالية الباردة «هوا غربي»، وهم يُسمّون أهل شمال بغداد وغربها ب (أهل الغربية) وأهل الجنوب (الشروجية أو الشروكية) والمقصود بهم سكنة الشرق أي جنوب العراق. وأرادت سلطة الاحتلال البريطاني تغيير اسم باب المعظم إلى الباب الشمالي وتغيير باب الشرجي إلى الباب الجنوبي فلم تغلب تسميتهم على الأسماء العربية الأصلية، غيرَ أنهم ذكروا تسمياتهم في اللغة الإنكليزية north gate وsouth gate.‏

## المساجد في منطقة الباب الشرقي
- مسجد الشيخ كنعان.
- جامع الكهية.
- مسجد النور المحمدي.[6]
- مرقد حفيد موسى الكاظم.

## وصلات خارجية
معنى الباب الشرقي.